# Михайло Валтрович
Михайло Валтрович (на сръбски: Михаило Валтровић) е сръбски архитект, изкуствовед и археолог. Той е първи професор по археология във Философския факултет на Белградския университет. Основател и първи председател на Сръбското археоложко дружество.

## Биография
Михайло Валтрович е роден на 29 септември 1839 г. в Белград, Княжество Сърбия. През 1881 г. принц Милан Обренович го назначава за първи професор по археология в Голямото училище и за управител на Народния музей. През 1882 г. прави първите научни разкопки във Виминациум. През 1883 г. основава Сръбското археологическо дружество, както и първото професионално списание „Старинар“, чийто редактор е в периода 1884 – 1907 г. Умира на 22 септември 1915 г. в Белград, Кралство Сърбия.